# Xylopia langsdorfiana
Xylopia langsdorfiana este o specie de plante angiosperme din genul Xylopia, familia Annonaceae, descrisă de A. St.-hil. și Louis René Tulasne. Conform Catalogue of Life specia Xylopia langsdorfiana nu are subspecii cunoscute.